# Парламентарни избори в Северна Македония (2024)
Парламентарните избори в Северна Македония през 2024 г. са единадесети поред парламентарни избори в Северна Македония. Те се провеждат на 8 май 2024 година – в един и същи календарен ден с президентските избори.

## Избирателна система
От 123-те места в Събранието на Северна Македония 120 се избират от шест избирателни района с по 20 места, като се използва пропорционално представителство със затворени листи, като местата се разпределят по метода на д'Онд. Останалите три места се избират от граждани на Северна Македония, живеещи в чужбина, но се попълват само ако броят на гласовете надвишава този на избрания кандидат с най-малко гласове в Северна Македония на предишните избори. Ако дадена листа премине този праг, тя печели едно място. За да спечели две места, една листа трябва да спечели два пъти повече гласове, а за да спечели три места, прагът е три пъти броя на гласовете. Тези места не са добавени на изборите през 2016 г. поради недостатъчна избирателна активност.